# مهر امپراتوری ژاپن
مهر امپراتوری ژاپن (به ژاپنی: 日本の国章) یا مُهر گل داودی یکی از نشان‌های کشور ژاپن و امپراتوری آن است. این نشان یکی از مهر و موم‌های ملی استفاده شده توسط امپراتور ژاپن و اعضای خانواده سلطنتی است؛ و از نمادهای ملی ژاپن نیز به حساب می‌آید.